# Zuse Institute Berlin

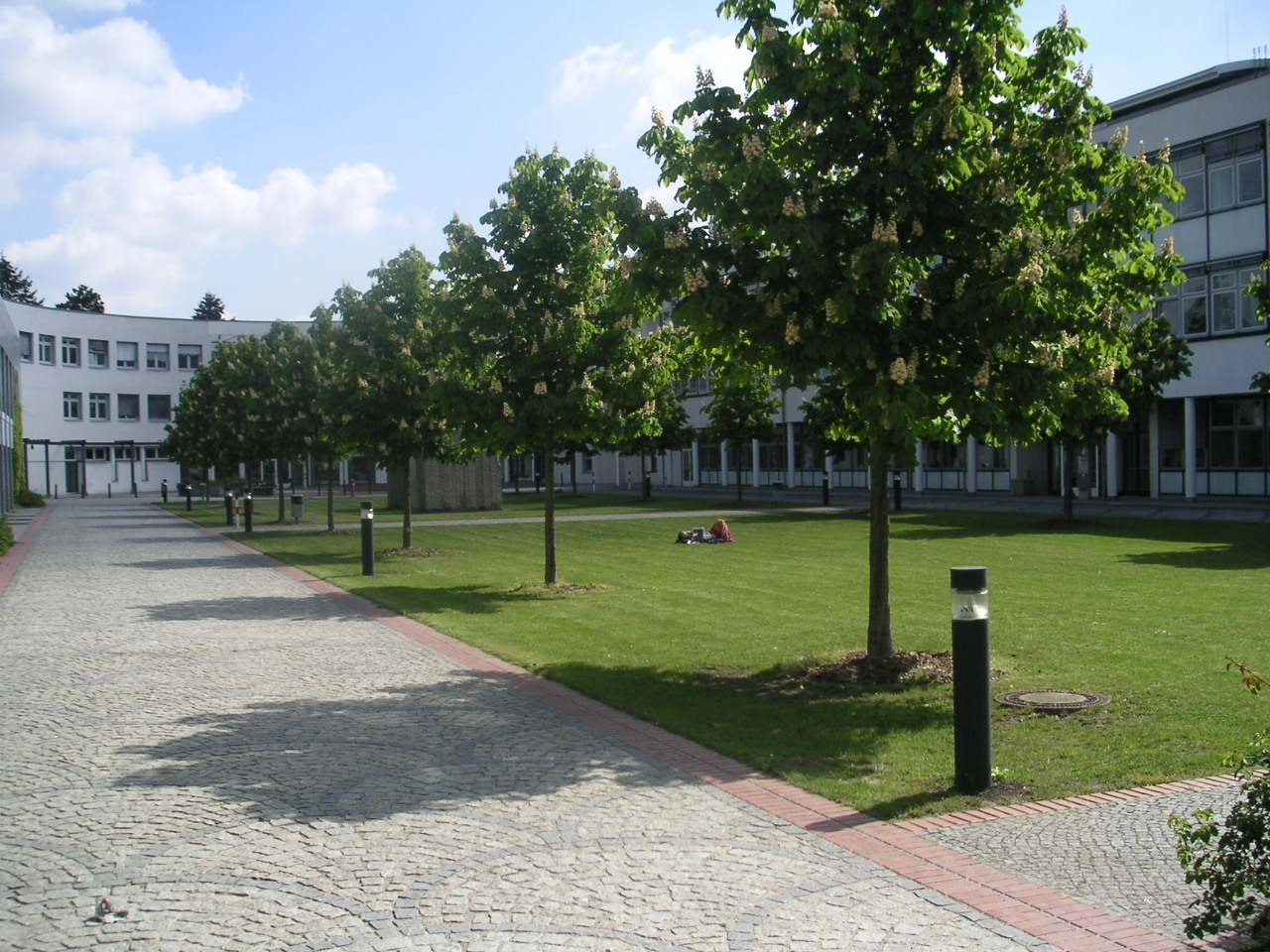
O Konrad-Zuse-Zentrum für Informationstechnik Berlin

O Zuse Institute Berlin (em alemão:  Konrad-Zuse-Zentrum für Informationstechnik Berlin, ZIB) é um instituto de pesquisas em matemática aplicada e ciência da computação em Berlim.
O ZIB foi legalmente estabelecido em 1984 como instituto de pesquisas não-universitário do estado de Berlim. Em cooperação interdisciplinar com as universidades e instituições científicas de Berlim, o Zuse Institute implementa pesquisa e desenvolvimento nos campos da tecnologia de informação com foco principal sobre algorítmos matemáticos orientados a aplicações e ciência da computação prática. 
O instituto é denominado em memória de Konrad Zuse, nascido em Berlim em 1910.